# Tryphon peregrinus
Tryphon peregrinus là một loài tò vò trong họ Ichneumonidae.